# Birkirkara Football Club (féminines)
Maillots
La section féminine du Birkirkara Football Club est un club maltais féminin de football basé à Birkirkara, fondé en 1995.

## Histoire
Le club est la première équipe maltaise à faire son apparition sur la scène européenne, lors de la coupe d'Europe 2007-2008, faisant de Malte la 45e fédération à participer à la compétition. Ruth Steer Chatham marque pour le Birkirkara FC le premier but d'un club maltais dans l'histoire de la compétition face aux Slovènes de ŽNK Krka. Après un premier match nul (2-2) en 2018-2019 face aux Cardiff Mets, Birkirkara décroche la première victoire maltaise de l'histoire de la compétition en 2022-2023 face au Glentoran WFC (2-1).

## Palmarès
| Compétitions nationales |
| --- |
| - Championnat de Malte (12) : - Champion : 2006-2007, 2008-2009, 2009-2010, 2011-2012, 2012-2013, 2016-2017, 2017-2018, 2018-2019, 2019-2020, 2021-2022, 2022-2023 et 2023-2024. - Coupe de Malte (17) : - Vainqueur : 1998-1999, 1999-2000, 2001-2002, 2002-2003, 2004-2005, 2006-2007, 2007-2008, 2008-2009, 2009-2010, 2010-2011, 2012-2013, 2013-2014, 2016-2017, 2017-2018, 2018-2019, 2021-2022, 2023-2024. - Supercoupe de Malte (7) : - Vainqueur : 2005, 2008, 2010, 2017, 2019, 2022 et 2023. - Finaliste : 2006, 2007, 2009, 2011, 2012, 2013, 2014, 2015, 2016, 2018. |

## Joueuses notables
- Loza Abera
- Esther Anu
- Kailey Willis (en)